# Tasmanipatus
Tasmanipatus är ett släkte av klomaskar. Tasmanipatus ingår i familjen Peripatopsidae.
Kladogram enligt Catalogue of Life:
| Tasmanipatus | \| \| Tasmanipatus anophthalmus \| \| \| \| \| \| Tasmanipatus barretti \| \| \| \| |
|              | \| \| Tasmanipatus anophthalmus \| \| \| \| \| \| Tasmanipatus barretti \| \| \| \| |
|              | Tasmanipatus anophthalmus                                                           |
|              |                                                                                     |
|              | Tasmanipatus barretti                                                               |
|              |                                                                                     |